# Giovanni Carlo Cosenza
Giovanni Carlo Cosenza (Napoli, 1765 – Napoli, 25 febbraio 1851) è stato un drammaturgo italiano.

## Biografia
Giovanni Carlo Cosenza fu un prolifico drammaturgo, e il suo stile fu un po' influenzato da tutte le mode teatrali contemporanee, dimostrandosi in tal modo versatile.
Era talmente forte l'amore per la drammaturgia, al punto da farsi costruire un teatrino nel suo palazzo e a fondare una compagnia di dilettanti.
Si dimostrò molto abile nella trasposizione di opere letterarie da Atala inserita nel dramma La Dama e il poeta (1820), a
I masnadieri di Friedrich Schiller trasformata nel Roberto Maldar capo d'assassini.
Egli aggiornò opere teatrali già recitate modificandone la trama, come per le tragedie shakespeariane (Otello, 1813 e Giulietta Cappelli, 1817) alterandone la conclusione, quasi sempre a lieto fine.
Seguì il dramma della gelosia intitolato Dante a Ravenna, basato su una personale interpretazione e spiegazione di tutti i problemi politici che ebbe Dante Alighieri nel corso della sua vita.
Il più grande successo di Cosenza però fu del 1818, messo in scena nell'antico Teatro dei Fiorentini a Napoli, un dramma comprendente alcuni elementi del melodramma e altri preromantici intitolato Un traviamento di ragione, caratterizzato da effetti scenici inattesi e dalle grandi tensioni emozionali.
Cosenza ebbe come obiettivo quello di produrre un teatro di stampo romanzesco per diffondere un'ideologia populistica e di una moralizzazione sociale sempre a lieto fine.
Il tono serio e l'uso di un linguaggio alto furono evidenziati nei drammi come Madamigella Clairon (1819), nel Pietro Chiari (1821) e nel Salvator Rosa (1822), che costituirono una specie di biografia letteraria romanzata. Sempre in questi anni sono da ricordare l'Erede dell'usuraio (1823) e Il berretto nero (1823).
La versatilità di Cosenza fu ben espressa dalla commedia satirica I pazzi per progetto , ambientata in un manicomio, così come ne
Lacabala e in Don Saverio Cacciasugo al castello di Baccellana ossia Il diavolo muto.
Altri drammi di una certa importanza si rivelarono Un odio ereditario (1823) e soprattutto drammi come Marta Hall (1835), che descrive il processo ad una donna ingiustamente condannata.
Dopo l'Ettore Fieramosca del 1831, nel fortunato biennio 1837-1838 Cosenza ridusse il Marco Visconti, Margherita Pusterla e Niccolò de' Lapi, oltre che nel 1836 una Gemma Garbina dal Tiranno di Padova di Victor Hugo.
Tra le sue ultime opere si ricordano L'eccesso delle passioni (1840) e Sofia Cottin (1843), ambientato nella Francia rivoluzionaria.
Cosenza fu un drammaturgo molto rinomati al suo tempo e complessivamente mise in scena oltre 300 opere di vario genere, dal teatro larmoyant a quello storico, dal patetico al comico.

## Opere
- Otello (1813);
- Giulietta Cappelli (1817);
- Un traviamento di ragione (1818);
- La Dama e il poeta (1820);
- Roberto Maldar capo d'assassini;
- Dante a Ravenna;
- Madamigella Clairon (1819);
- Pietro Chiari (1821);
- Salvator Rosa (1822);
- Erede dell'usuraio (1823);
- Il berretto nero (1823);
- I pazzi per progetto;
- Lacabala;
- Don Saverio Cacciasugo al castello di Baccellana ossia Il diavolo muto;
- Un odio ereditario (1823);
- Marta Hall (1835);
- Ettore Fieramosca (1831);
- Marco Visconti (1835);
- Niccolò de' Lapi (1836);
- Gemma Garbina dal Tiranno di Padova (1836);
- Margherita Pusterla (1837);
- L'eccesso delle passioni (1840);
- Sofia Cottin (1843).